# Янкошвили, Натела Арчиловна
Натела Янкошвили (иногда Ианкошвили, груз. ნათელა იანქოშვილი, 28 августа 1918, Гурджаани — 12 октября 2008) — грузинская художница.
Янкошвили родилась в Гурджаани, с 1937 по 1943 год училась в Тбилисской государственной художественной академии. Позже стала членом Союза художников. Её наставниками были Ладо Гудиашвили, Давид Какабадзе и Серго Колубадзе. Она также работала художником-графиком и иллюстратором; её иллюстрации были использованы для японского издания «Витязя в тигровой шкуре», опубликованного в 1966 году. Янкошвили была замужем за писателем Ладо Авалиани, с которым жила в маленькой, тесной квартирке в Тбилиси. У них было так мало места, что ей приходилось работать днем, а ему оставалось место писать ночью. Детей у пары не было. Художница продолжила жить в квартире после смерти Авалиани. Она умерла 12 октября 2008 года и была похоронена в Дидубийском пантеоне рядом со своим мужем.
Янкошвили отказалась соответствовать поощряемому советскому стилю соцреализма, отдав предпочтение неоэкспрессионистской манере живописи. Несмотря на это, она смогла путешествовать, посетила Кубу и Мексику. Работы, созданные во время этого путешествия, позже были выставлены в Тбилиси. В 42 года она провела персональную выставку в Тбилисской художественной галерее, став первой художницей, удостоенной такой чести.
Янкошвили была почётным гражданином Тбилиси и лауреатом премии имени Шота Руставели. В 2003 году Биографический институт США «Кто есть кто» присвоил Нателе Янкошвили звание «Женщины года».
Янкошвили в 2018 году была включена в ретроспективную выставку в Музее современного искусства Зураба Церетели; это был первый раз за 45 лет, когда её работы были выставлены на персональной выставке в её родной стране. В 2000 году в Тбилиси открылся музей, посвященный её творчеству, насчитывающий более тысячи экспонатов; ранее находился в ведении правительства, на 2024 год является частным. О Янкошвили написана монография под редакцией Мамуки Блиадзе, опубликованная издательством Чикагского университета в июле 2020 года. Её работы находятся в коллекции Грузинского Музея изобразительных искусств.